# 斯尼芬苑历史区
斯尼芬苑历史区（Sniffen Court Historic District）是纽约市最小的历史区之一， 1966年6月21日由纽约市地标保护委员会设立。 斯尼芬苑得名于当地建筑商约翰·斯尼芬，是一个小型封闭式马厩，位于曼哈顿的默里山街区，从东36街垂直向西南延伸，介于第三大道和莱辛顿大道之间。该区包括整条胡同，其中包括10座两层砖砌马厩建于1863-1864年，为早期罗马式复兴风格。
随着对马车房的需求减少，该建筑改为其他用途。1918年，两个马厩（1号，又名东36街150 号，和3号）被成立于1884年的业余喜剧俱乐部买下，作为他们的俱乐部和剧院；直到今天。在20世纪20年代，转换过程仍在继续， 到1966年，其中一栋建筑物被用作建筑师办公室，2号（东36街156号）是著名建筑师的家，其余的都是小型私人住宅。。
与马厩有关的两位艺术家是雕塑家马尔维娜·霍夫曼和哈里特·惠特尼·弗里斯穆特，她们两人都在此设有工作室。在胡同底部有两个由霍夫曼雕刻的希腊骑士雕像牌。

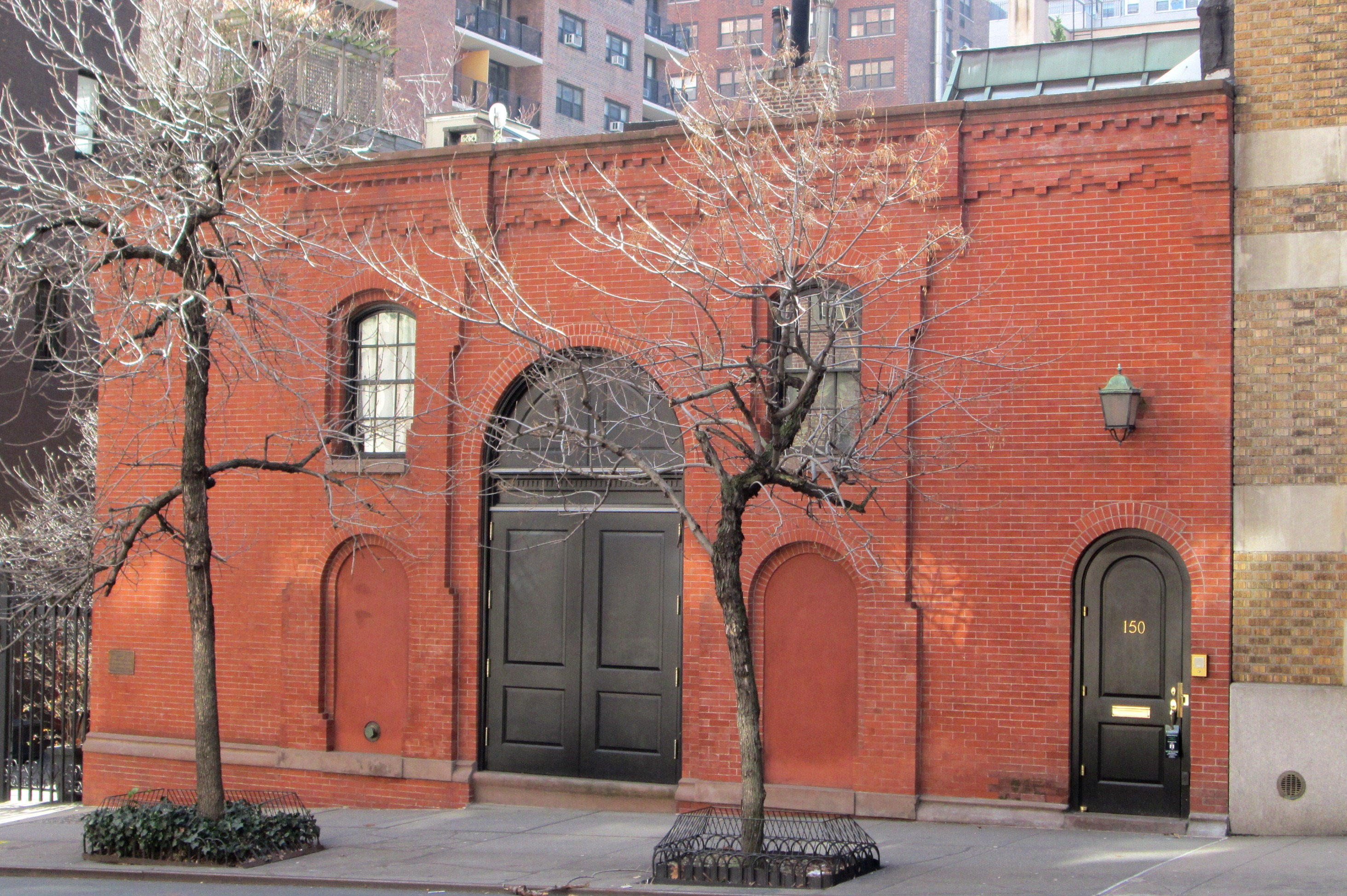
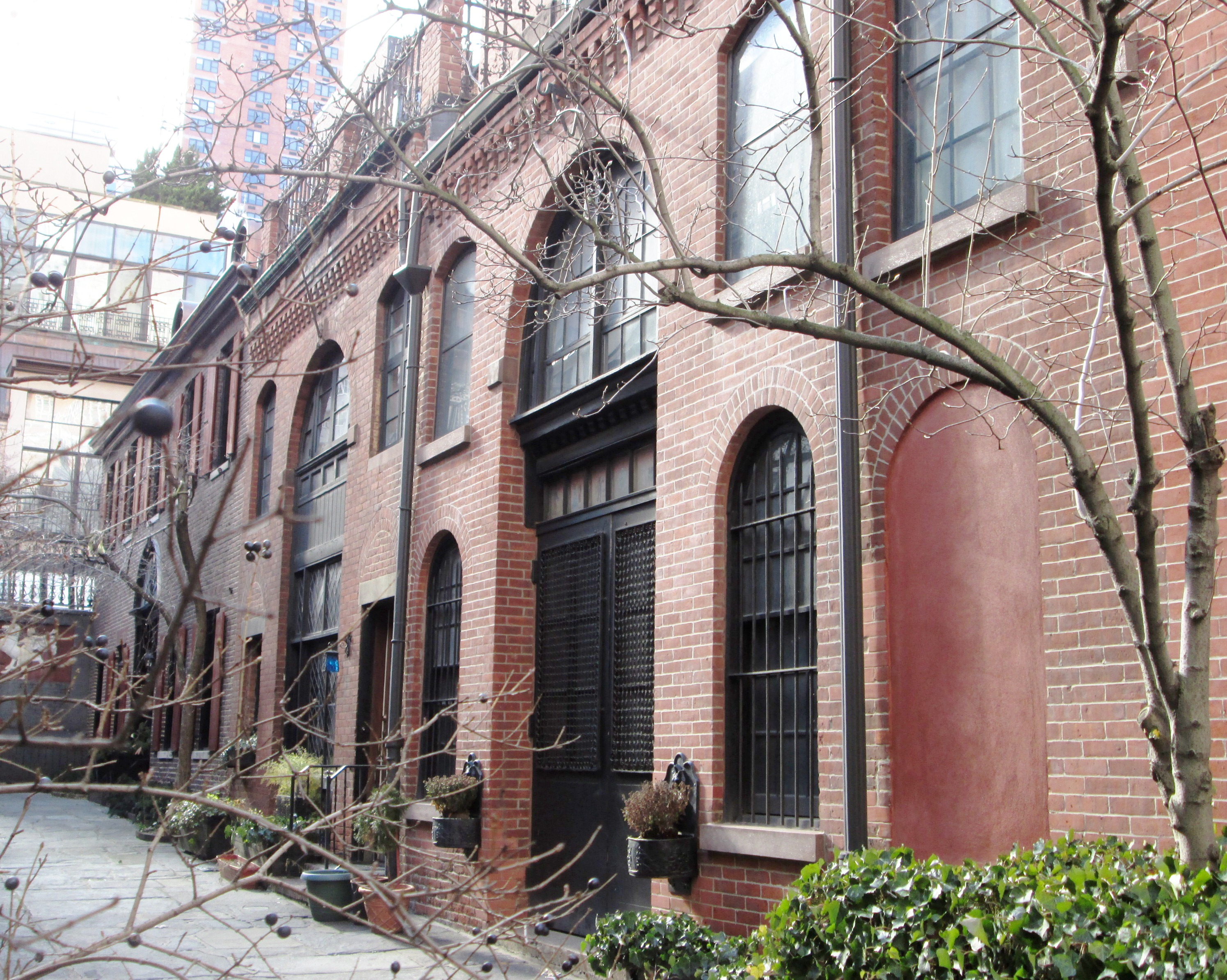
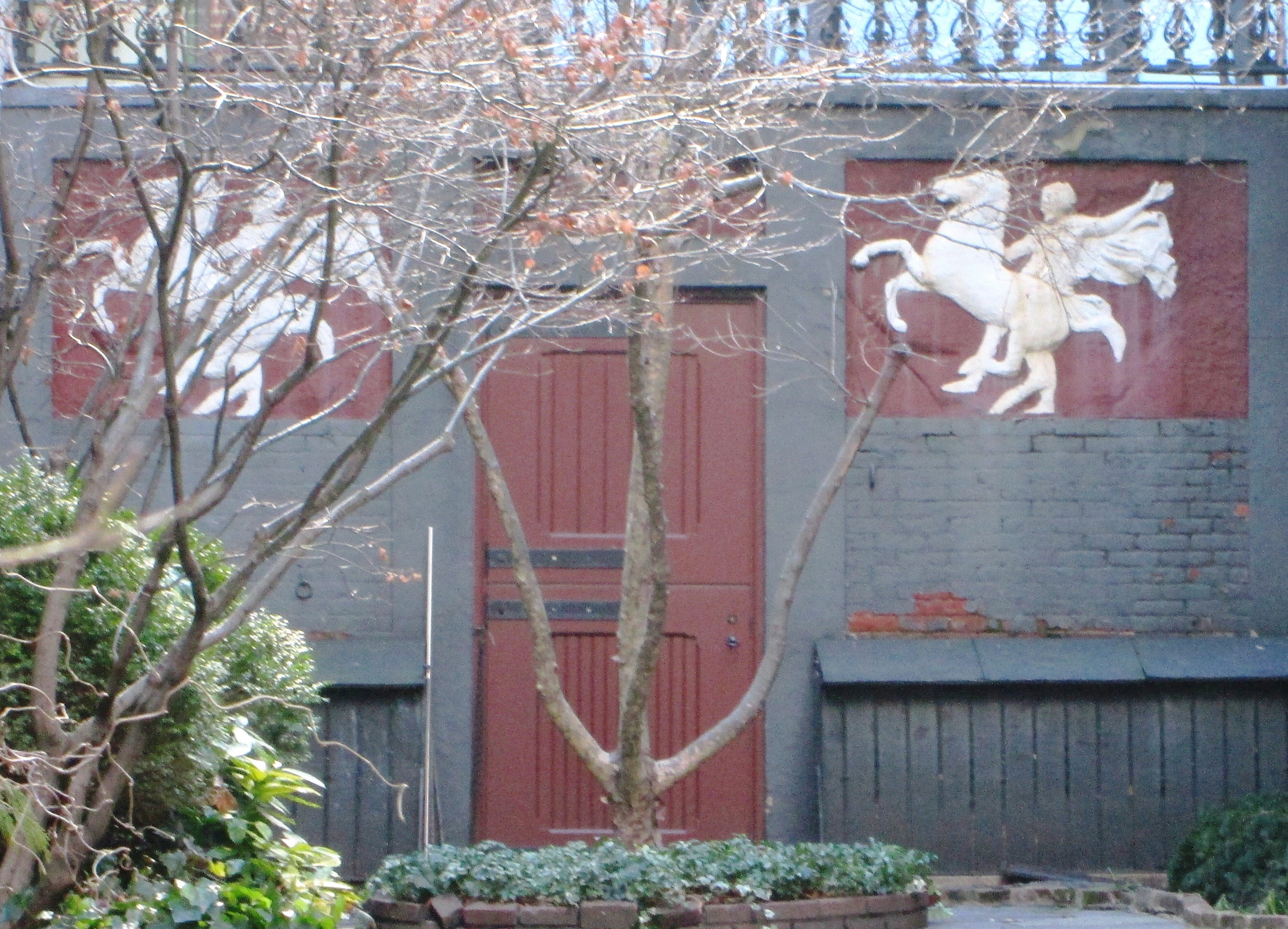